# Stikspil
Kortspil, der går ud på at tage stik. Stikspil falder i to hovedgruper:
A. Simple stikspil,som f.eks. bridge, whist, spades og beyond, hvor det kun er antallet af stik, der er afgørende. 

(NB: Betegnelsen simpel refererer naturligvis ikke til spillens sværhedsgrad! Det refererer derimod til, at spillene kun drejer sig om at tage stik)
B. Pointbaserede stikspil, som f.eks. skat og davoserjazz, hvor det gælder om at tage bestemte pointkort hjem.